# 七校联合办学
七校联合办学是指在中国湖北省武汉地区七所教育部直属高校之间施行的一种联合办学模式，即在参加联合办学的任何一间学校就读的本科生，可以修读参加办学的其他学校指定的辅修或双学位专业，并最终取得辅修或学位证书。这七所高校分别是华中科技大学、武汉大学、武汉理工大学、中国地质大学、华中师范大学、华中农业大学和中南财经政法大学。

## 历史
七校联合办学的前身是1994年开始的五校联合办学。当时在湖北省教育厅的支持下，当时的武汉大学、华中理工大学、武汉水利电力大学、中国地质大学和武汉测绘科技大学签署了联合办学协议。协议规定这5所学校的校本科二、三年级学生可在5所高校之间相互选课、辅修专业和修读双学位。这一时期被称为第一阶段联合办学。
2000年高校体制调整后，武汉水利电力大学、武汉测绘科技大学与武汉大学合并成立新的武汉大学，华中理工大学与同济医科大学等学校合并成立华中科技大学。在这种情况下，五校联合办学变为三校联合办学。2001年经华中科技大学提议，开展由武汉大学、华中科技大学、武汉理工大学、中国地质大学、华中师范大学、华中农业大学、中南财经政法大学等部属7校参与的联合办学，实施7校联合办学。联合办学进入了第二阶段，即一直持续到现在七校联合办学。第一轮为2001年至2007年，第二轮为2008年至2015年。

到2008年为止，武汉地区重点大学之间的七校联合办学，成为中国大陆持续时间最长、实质性参与高校最多、合作范围最广、受益学生最多的一种联合办学模式。
为了方便华中科技大学学生，华中科技大学开行了到武汉大学信息学部的双学位校车。 2011年10月10日，武汉大学与华中科技大学签订战略合作框架协议，互派交换学生和互相承认学分学历等。
2019年12月，参加七校联合办学的各校宣布暂停面向2018级学生的联合办学，因联合办学的方式不符合国务院和教育部的相关精神。

## 办学模式
在汉七所部属高校的学生可以跨校互相选修课程，实行学分互认，成功修满所需学分（一般50个）后可获得第二个学位证。每个学分收费100元。

## 管理机构
七校联合办学的最高决策机构是“联合办学指导委员会”，由各校分管教学的副校长组成，下设“联合办学协调小组”，由各校的教务部、处长组成。

## 专业设置
以下为2011级各校辅修学位：
| 学校             | 专业 |
| ---------------- | --- |
| 武汉大学         | 法学、经济学、金融学、新闻学、市场营销、计算机科学与技术、工程管理、工商管理、国际经济与贸易、药学、广告学、会计学、英语、包装工程、法语、日语、德语、翻译 |
| 华中科技大学     | 计算机科学与技术、日语、英语、建筑学、公共事业管理、工商管理、德语、哲学、翻译（英语）、金融学、法学（知识产权方向）、光电信息工程、广播电视新闻学 |
| 华中师范大学     | 心理学、英语语言文学、教育学、汉语言文学 |
| 武汉理工大学     | 国际经济与贸易、工商管理、土木工程、物流管理、工商管理（创业教育） |
| 中南财经政法大学 | 会计学、金融学、人力资源管理、国际经济与贸易、市场营销、投资学、新闻学、英语（商贸方向）、日语、法学（经济法方向）、工商管理法学（公务员方向）、法学（司法考试方向）、经济学（金融与贸易方向）、劳动与社会保障（创业）、行政管理（公务员方向）、统计学（金融统计方向）、信息与计算科学（精算学）、财政学、税务（注册税务师方向）、经济学（注册经济师方向）、法学（证据调查方向）、法学（刑事司法方向） |
| 中国地质大学     | 土木工程 |
| 华中农业大学     | 园林、食品质量与安全、生物工程、地理信息系统 |

## 办学现状
截至2011年，报名修读七校联合办学项目的学生已超过3.5万人，开办专业由25个增加至50多个，参加该项目的学生人数由每年1364人增至5000多人。跨校报名辅修武汉大学、华中科技大学的英语、新闻、法学等专业的学生也特别多。其中参加七校联合办学的文科生也多于理工科学生。部分热门专业因报名人数太多，要根据成绩或者摇号确定人选。
报名参加该项目的学生中，约四成学生最终没有获得第二学位未拿到双学位证的学生，但修满一定学分的还是可拿到辅修证，或是记录下来已修课程学分。
部分学校对取得第二学位有其他要求，比如武大要求过英语六级，华科、华师要求过英语四级。
有些通过七校联合办学取得“第二学位”的学生发现，自己取得的学位在教育部网站上查不到，不能享受研究生待遇。武汉理工大学教务处副处长钟鸣认为“双学位”一词包含了第二学士学位与辅修二学位，但其实辅修取得的双学士学位是由校方独立颁发的，只有颁发学校承认，在教育部查不到；第二学士学位是指毕业后的学生另外花费两年时间攻读另一个专业，这样的学位可以取得教育部电子注册，网上可查，等同硕士研究生待遇。根据《高等学校培养第二学士学位生的试行办法》，跨专业选修课程是允许的，但不得授予第二学士学位，只能授予一个学位证书。
但根据中南财经政法大学对其2012年毕业生进行的调查，辅修双学位的学生就业率明显高于未辅修者，双学位对于学生毕业找工作有一定的促进作用。

## 类似模式
部分在汉省属院校借鉴“七校联合办学”项目，另外形成了“十校联合办学”项目。